# 寺泊魚の市場通り

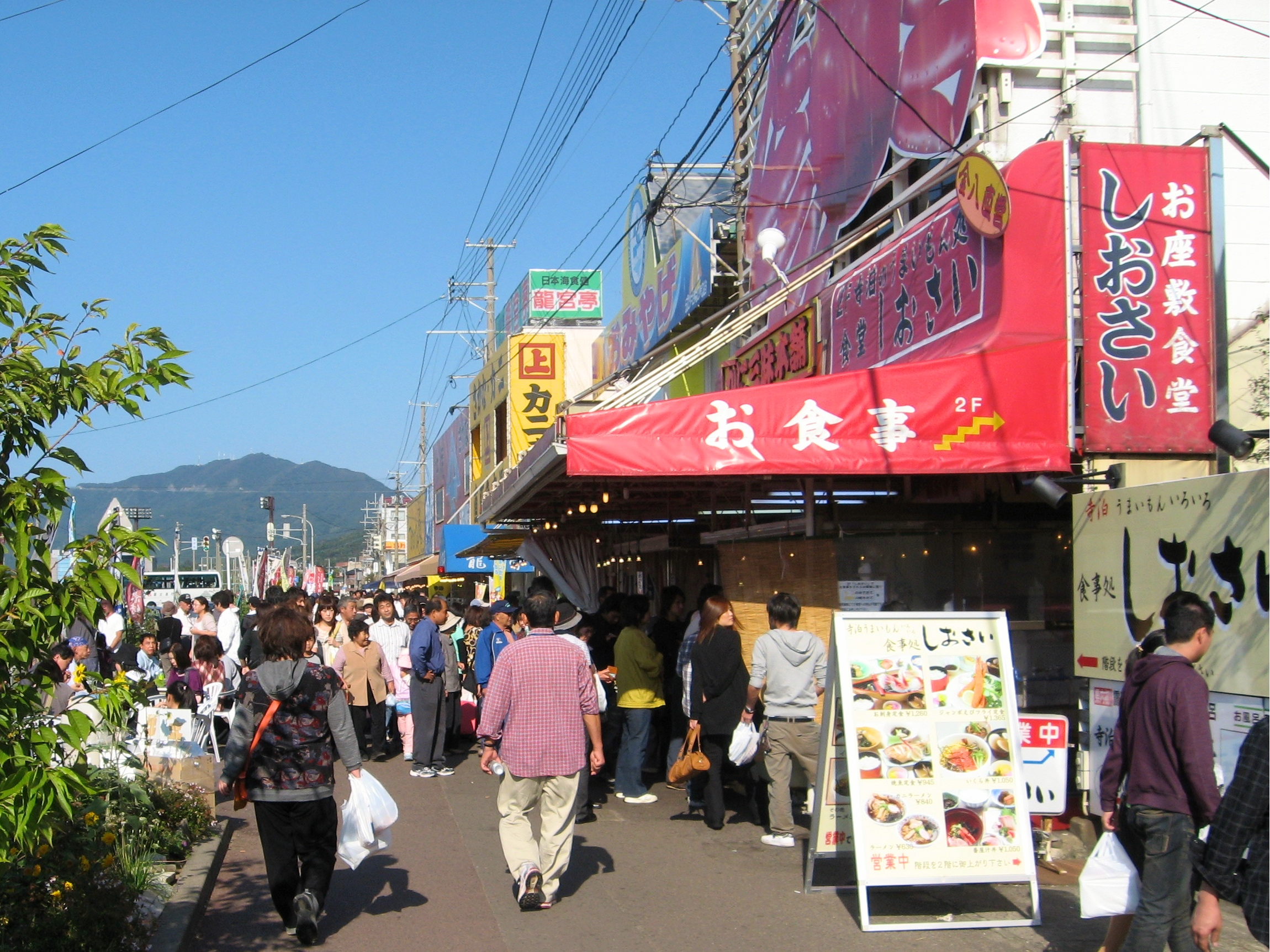
寺泊魚の市場通り

寺泊魚の市場通り（てらどまりさかなのいちばどおり）は、新潟県長岡市寺泊にある海産物市場の通称である。「魚のアメ横」とも言われている。

## 概要

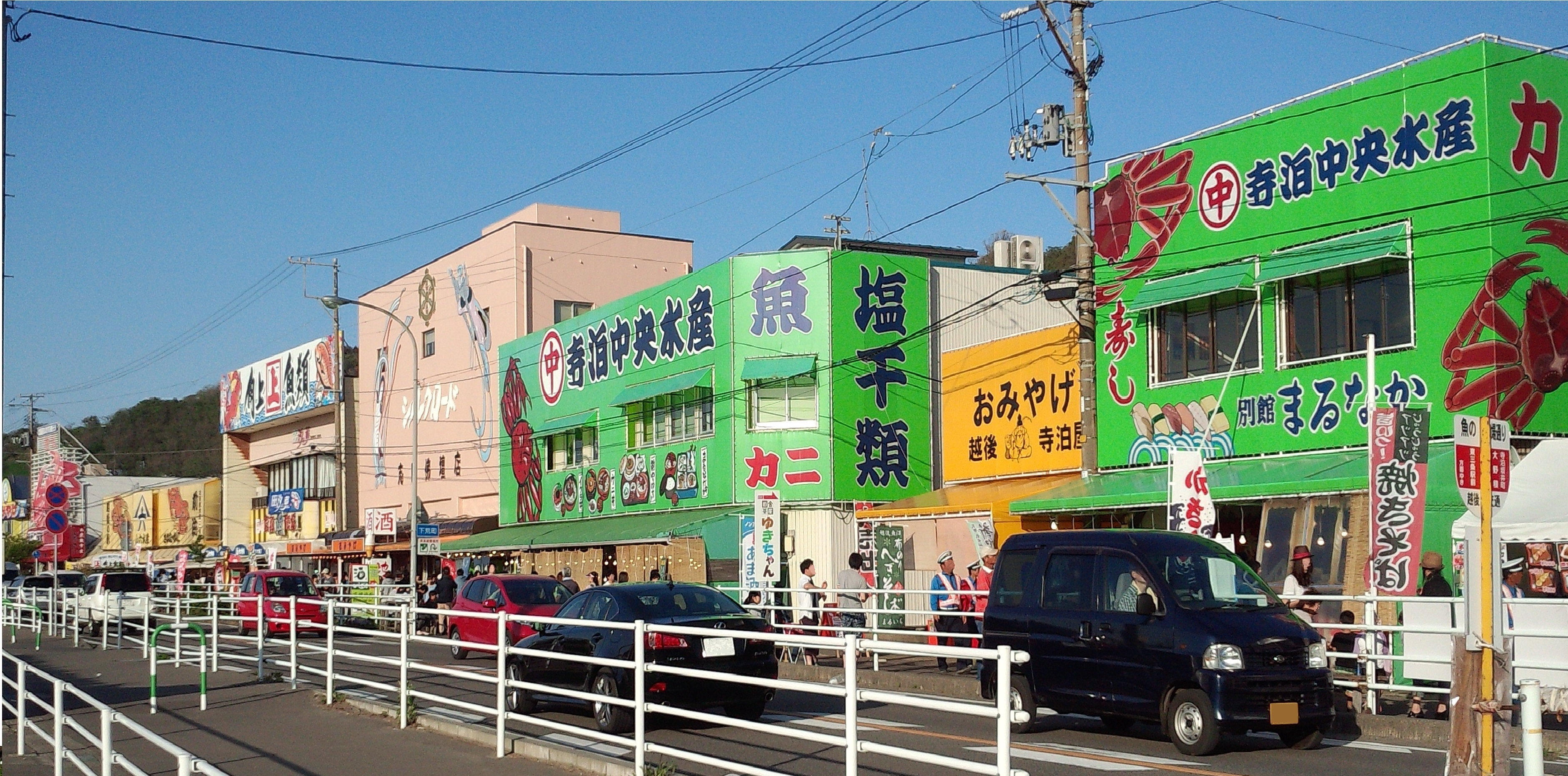
国道402号から見た魚の市場通り

日本海に面した国道402号（日本海夕日ライン）沿いに、鮮魚店や土産物店、食堂など十数店舗が軒を連ねる。鮮魚は主に寺泊港、出雲崎港で水揚げされたものであり、カニやブリなど豊富な種類が並ぶ。また、その場で食べられる浜焼きやカニ汁も名物となっている。
弥彦村や岩室温泉と周遊する観光客が多いほか、関東地方や近県などからのバスツアーが催行されることもあり、新潟空港経由で台湾など海外からも観光客が訪れている。
1970年代ごろに角上魚類が1号店を出店したのをきっかけに山六水産、金八、寺泊中央水産など他の出店者が徐々に集まり、市場通りの原型になった。

## 交通アクセス
- JR長岡駅大手口またはJR寺泊駅バス停より、坂井町または大野積行き越後交通バスに乗車、「魚の市場通り」下車
- 北陸自動車道 長岡北スマートICより車で約35分、中之島見附ICより車で約30分、三条燕ICより車で約30分

## 周辺
- 寺泊水族博物館
- 寺泊温泉郷（寺泊海岸温泉、寺泊温泉、寺泊岬温泉）
- 寺泊中央海水浴場